# 1270년대
1270년대는 1270년부터 1279년까지를 가리킨다.